# Lijst van voetbalinterlands Haïti - Nederlandse Antillen
Deze lijst van voetbalinterlands is een overzicht van alle officiële voetbalwedstrijden tussen de nationale teams van Haïti en de Nederlandse Antillen (speelden tot 1958 onder de naam Curaçao). De landen speelden 21 keer tegen elkaar. De eerste ontmoeting, een vriendschappelijke wedstrijd, werd gespeeld in Willemstad op 2 april 1944. Het laatste duel, een kwalificatiewedstrijd voor het Wereldkampioenschap voetbal 2010, vond plaats in Willemstad op 22 juni 2008.

## Wedstrijden
| №  | Plaats         | Datum             | Competitie                               | Wedstrijd                    | Uitslag |
| -- | -------------- | ----------------- | ---------------------------------------- | ---------------------------- | ------- |
| 1  | Willemstad     | 2 april 1944      | Vriendschappelijk                        | Curaçao − Haïti              | 5 − 0   |
| 2  | Guatemala-Stad | 5 maart 1950      | Vriendschappelijk                        | Curaçao – Haïti              | 3 – 0   |
| 3  | Port-au-Prince | 14 december 1956  | Vriendschappelijk                        | Haïti – Curaçao              | 2 – 1   |
| 4  | Willemstad     | 13 augustus 1957  | CCCF-kampioenschap 1957                  | Curaçao – Haïti              | 1 – 3   |
| 5  | Kingston       | 25 februari 1963  | CONCACAF-kampioenschap 1963 kwalificatie | Haïti – Nederlandse Antillen | 1 – 3   |
| 6  | Kingston       | 2 maart 1963      | CONCACAF-kampioenschap 1963 kwalificatie | Nederlandse Antillen – Haïti | 1 – 0   |
| 7  | Guatemala-Stad | 8 april 1965      | CONCACAF-kampioenschap 1965              | Haïti – Nederlandse Antillen | 1 – 1   |
| 8  | Port-au-Prince | 16 juni 1966      | Vriendschappelijk                        | Haïti – Nederlandse Antillen | 3 – 0   |
| 9  | Kingston       | 19 januari 1967   | CONCACAF-kampioenschap 1967 kwalificatie | Haïti – Nederlandse Antillen | 1 – 0   |
| 10 | Port-au-Prince | 14 december 1972  | Vriendschappelijk                        | Haïti – Nederlandse Antillen | 3 – 0   |
| 11 | Port-au-Prince | 17 december 1972  | Vriendschappelijk                        | Haïti – Nederlandse Antillen | 4 – 1   |
| 12 | Port-au-Prince | 1 december 1973   | WK 1974 kwalificatie                     | Haïti – Nederlandse Antillen | 3 – 0   |
| 13 | Willemstad     | 31 juli 1976      | WK 1978 kwalificatie                     | Nederlandse Antillen – Haïti | 1 – 2   |
| 14 | Port-au-Prince | 14 augustus 1976  | WK 1978 kwalificatie                     | Haïti – Nederlandse Antillen | 7 – 0   |
| 15 | Willemstad     | 22 april 1979     | Vriendschappelijk                        | Nederlandse Antillen – Haïti | 1 – 1   |
| 16 | Port-au=Prince | 12 september 1980 | WK 1982 kwalificatie                     | Haïti – Nederlandse Antillen | 1 – 0   |
| 17 | Willemstad     | 12 december 1980  | WK 1982 kwalificatie                     | Nederlandse Antillen – Haïti | 1 – 1   |
| 18 | Kingston       | 22 juli 1998      | Caribbean Cup 1998                       | Haïti − Nederlandse Antillen | 4 − 0   |
| 19 | Port-au-Prince | 22 november 2002  | CONCACAF Gold Cup 2003 kwalificatie      | Haïti − Nederlandse Antillen | 3 − 0   |
| 20 | Port-au-Prince | 15 juni 2008      | WK 2010 kwalificatie                     | Haïti − Nederlandse Antillen | 0 − 0   |
| 21 | Willemstad     | 22 juni 2008      | WK 2010 kwalificatie                     | Nederlandse Antillen − Haïti | 0 − 1   |

## Samenvatting
| Competitie                     | Totaal gespeeld | Winst Haïti | Gelijk | Winst Ned. Ant. | Doelsaldo Haïti – Ned. Ant. |
| ------------------------------ | --------------- | ----------- | ------ | --------------- | --------------------------- |
| WK-kwalificatie                | 7               | 5           | 2      | 0               | 15 − 2                      |
| CONCACAF Gold Cup              | 2               | 1           | 1      | 0               | 4 − 2                       |
| CONCACAF Gold Cup-kwalificatie | 4               | 2           | 0      | 2               | 5 − 4                       |
| Caribbean Cup                  | 1               | 1           | 0      | 0               | 4 − 0                       |
| Vriendschappelijk              | 7               | 4           | 1      | 2               | 13 − 11                     |
| Totaal                         | 21              | 13          | 4      | 4               | 41 − 19                     |

FHF · A-internationals · Selecties · Bondscoaches · Haïtiaans vrouwenelftal ·  Haïti U21 · Haïti U20 · Haïti U19 · Haïti U18 · Haïti U17
1925 ·
1926 ·
1927–1931 · 
1932 ·
1933 · 
1934 ·
1935–1937 · 
1938 ·
1939 ·
1940–1943 · 
1944 ·
1945–1947 · 
1948 ·
1949 ·
1950 ·
1951 ·
1952 ·
1953 ·
1954 ·
1955 · 
1956 ·
1957 ·
1958 ·
1959 ·
1960 · 
1961 ·
1962 ·
1963 ·
1964 ·
1965 ·
1966 ·
1967 ·
1968 ·
1969 ·
1970 · 
1971 ·
1972 ·
1973 ·
1974 ·
1975 ·
1976 ·
1977 ·
1978 ·
1979 ·
1980 ·
1981 ·
1982 · 
1983 ·
1984 ·
1985 ·
1986–1988 · 
1989 ·
1990 · 
1991 ·
1992 ·
1993 · 
1994 ·
1995 · 
1996 ·
1997 ·
1998 ·
1999 ·
2000 ·
2001 ·
2002 ·
2003 ·
2004 ·
2005 ·
2006 ·
2007 ·
2008 ·
2009 ·
2010 ·
2011 ·
2012 ·
2013 ·
2014 ·
2015 ·
2016 ·
2017 ·
2018 ·
2019 ·
2020 ·
2021 ·
2022 ·
2023 ·
2024
Amerikaanse Maagdeneilanden ·
Antigua en Barbuda ·
Argentinië ·
Aruba ·
Bahama's ·
Bahrein ·
Barbados ·
Belize ·
Bermuda ·
Bolivia ·
Brazilië ·
Britse Maagdeneilanden ·
Canada ·
Chili ·
China ·
Colombia ·
Costa Rica ·
Cuba ·
Curaçao ·
Dominica ·
Dominicaanse Republiek ·
Ecuador ·
El Salvador ·
Grenada ·
Guatemala ·
Guyana ·
Honduras ·
Italië ·
Jamaica ·
Japan ·
Jordanië ·
Kaaimaneilanden ·
Kosovo ·
Mexico ·
Montserrat ·
Nederlandse Antillen ·
Nicaragua ·
Oman ·
Panama ·
Peru ·
Polen ·
Puerto Rico ·
Qatar ·
Saint Kitts en Nevis ·
Saint Lucia ·
Saint Vincent en de Grenadines ·
Spanje ·
Suriname ·
Syrië ·
Trinidad en Tobago ·
Turks- en Caicoseilanden ·
Uruguay ·
Venezuela ·
Verenigde Arabische Emiraten ·
Verenigde Staten ·
Zuid-Korea
NAVU · A-internationals · Nederlands-Antilliaans vrouwenelftal · Olympisch elftal
Antigua en Barbuda ·
Aruba ·
Bahama's ·
Barbados ·
Bermuda ·
Colombia ·
Costa Rica ·
Cuba ·
Denemarken ·
Dominicaanse Republiek ·
El Salvador ·
Grenada ·
Guatemala ·
Guyana ·
Haïti ·
Honduras ·
Jamaica ·
Kaaimaneilanden ·
Mexico ·
Nederland ·
Nicaragua ·
Panama ·
Puerto Rico ·
Saint Lucia ·
Saint Vincent en de Grenadines ·
Suriname ·
Trinidad en Tobago ·
Venezuela · 
Verenigde Staten